# John Elliott (historien)
John Huxtable Elliott (né le 23 juin 1930 à Reading et mort le 10 mars 2022 à Oxford) est un historien et hispaniste britannique, professeur émérite Regius à l'université d'Oxford, membre honoraire de l'Oriel College, Oxford et du Trinity College, Cambridge. Il publie sous le nom de J.H. Elliott.

## Biographie
Né à Reading (Berkshire) le 23 juin 1930, John Elliott fait ses études au Collège d'Eton et Trinity College, Cambridge. Il est maître de conférences adjoint à l'Université de Cambridge de 1957 à 1962 et maître de conférences en histoire de 1962 à 1967, puis professeur d'histoire au King's College de Londres, entre 1968 et 1973. En 1972, il est élu Fellow de la British Academy. Il est élu à l'Académie américaine des arts et des sciences en 1977 et à la Société américaine de philosophie en 1982,. Elliott est professeur à la School of Historical Studies de l'Institute for Advanced Study, Princeton, New Jersey, de 1973 à 1990, et professeur Regius d'histoire moderne, Oxford, entre 1990 et 1997,.
Il est titulaire de doctorats honorifiques de l'Université autonome de Madrid (1983), des universités de Gênes (1992), de Portsmouth (1993), de Barcelone (1994), de Warwick (1995), de l'Université Brown (1996), de Valence (1998), de Lleida (1999), Université Complutense de Madrid (2003), College of William & Mary (2005), Londres (2007), Université Charles III de Madrid (2008), Séville (2011), Alcalá (2012) et Cambridge (2013). Elliott est membre du Rothermere American Institute de l'Université d'Oxford, dont il est également membre du conseil fondateur.
John Elliott est fait chevalier lors des honneurs du Nouvel An de 1994 pour ses services à l'histoire  et est décoré de l'ordre du Commandeur d'Isabelle la Catholique en 1987, de la Grand-Croix d'Alphonse le Sage en 1988, de la Grand-Croix d'Isabelle la Catholique en 1996 et de la Creu de Sant Jordi en 1999. Éminent hispaniste, il reçoit le Prix Prince des Asturies en 1996 pour ses contributions aux sciences sociales. Pour ses contributions exceptionnelles à l'histoire de l'Espagne et de l'Empire espagnol au début de la période moderne, Elliott reçoit le prix Balzan d'histoire, 1500-1800, en 1999. Il est membre correspondant de la Real Academia de la Historia depuis 1965.
Ses études sur la péninsule ibérique et l'Empire espagnol aident à comprendre les problèmes auxquels est confrontée l'Espagne des XVIe et XVIIe siècles et les tentatives de ses dirigeants pour éviter son déclin. Il est considéré, avec Raymond Carr et Angus Mackay, comme une figure majeure du développement de l'historiographie espagnole.
Les principales publications d'Elliott sont La Révolte des Catalans (1963) ; L'Ancien Monde et le Nouveau, 1492–1650 (1970); et Le comte-duc d'Olivares (1986). Son Richelieu et Olivares (1987) remporte le Prix Leo Gershoy de la Société américaine d'histoire et, en 1992, le Prix XVIIe. En 2006, son livre Empires of the Atlantic World: Britain and Spain in America 1492–1830 est publié par Yale University Press, remportant le prix Francis Parkman l'année suivante. En 2012, il publie ses réflexions sur les progrès de l'érudition historique dans History in the Making.
John Elliott est hospitalisé en raison d'une pneumonie et de complications rénales à l'hôpital John Radcliffe d'Oxford le 5 mars 2022. Il est décédé le 10 mars à l'âge de 91 ans,.

## Distinctions
- Grand-croix de l'ordre d'Isabelle la Catholique

## Œuvres
- La révolte des Catalans: une étude sur le déclin de l'Espagne, 1598–1640 (Cambridge University Press, 1963; réimpression pbk, 1984). (ISBN 978-0521278904)
- Espagne impériale : 1469-1716 (Londres 1963, réimpr. Livres de pingouins, 2002). (ISBN 978-0141007038)
- Europe Divided, 1559–1598 (Londres 1963; 2e éd. 2000). (ISBN 978-0631217800)
- The Old World and The New 1492–1650 (Cambridge University Press, 1970; réimpression pbk, 2008). (ISBN 978-0521427098)
- (es) Memoriales y cartas del Conde-Duque de Olivares, 2 vol. (avec José F. de la Peña) (Madrid 1978–80). (ISBN 978-8420401119)
- Richelieu et Olivares (Cambridge University Press, 1984; réimpression pbk, 2003). (ISBN 978-0521262057)
- Le comte-duc Olivares: l'homme d'État à l'ère du déclin (Yale University Press 1986, révision révisée 1989). (ISBN 978-0300044997)
- L'Espagne et son monde, 1500–1700: Essais sélectionnés (Yale University Press, 1989; réimpression pbk, 1990). (ISBN 978-0300048636)
- The World of the Favorite (édité, avec LWB Brockliss) (Yale University Press, 1999). (ISBN 978-0300076448)
- La vente du siècle: relations artistiques entre l'Espagne et la Grande-Bretagne, 1604–1655 (avec Jonathan Brown ) (Yale University Press 2002). (ISBN 978-0300097610)
- Un palais pour un roi, avec Jonathan Brown (Yale University Press, 2003). (ISBN 978-0300101850)
- Empires du monde atlantique: Grande-Bretagne et Espagne, 1492–1830 (Yale University Press, 2006). (ISBN 978-0300123999)
- Espagne, Europe et monde plus large, 1500–1800 (Yale University Press, 2009). (ISBN 978-0300145373)
- Histoire en devenir (Yale University Press, 2012). (ISBN 978-0300186383)
- Scots and Catalans: Union and Disunion (Yale University Press, 2018; réimpression pbk, 2020). (ISBN 978-0300253382)